# Bets ter Horst

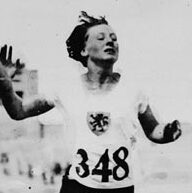
Bets ter Horst (1928)

Bets ter Horst (eigentlich Elisabeth ter Horst, verheiratete Wilmink; * 2. Februar 1908 in Hengelo; † 9. März 1997 ebd.) war eine niederländische Sprinterin, Hürdenläuferin und Hochspringerin.
Bei den Olympischen Spielen 1928 in Amsterdam wurde sie Fünfte in der 4-mal-100-Meter-Staffel und schied über 100 m im Vorlauf aus.
Je dreimal wurde sie Niederländische Meisterin über 100 m (1928, 1929, 1932) sowie über 80 m Hürden (1931–1933) und einmal im Hochsprung (1927).

## Persönliche Bestleistungen
- 100 m: 12,1 s, 3. September 1932, Amsterdam
- 80 m Hürden: 12,2 s, 13. August 1933, Schaerbeek